# Parableta soror
Parableta soror är en insektsart som först beskrevs av Brunner von Wattenwyl 1891.  Parableta soror ingår i släktet Parableta och familjen vårtbitare. Inga underarter finns listade i Catalogue of Life.